# أبراج تيليبوستا
أبراج تيليبوستا هي ثامن أطول مبنى في نيروبي، كينيا. يقع المبنى في وسط نيروبي على طول شارع كينياتا، ويبلغ ارتفاعه 120 مترًا أو 394 قدمًا، وتحتوي الأبراج على 27 طابقًا، وتضم شركة تيليكوم كينيا ووزارة المعلومات والاتصالات الكينية، ووزارة التجارة الكينية. بدأ بناء الأبراج في عام 1996، واكتمل في عام 1999. صممه الدكتور بول نداروا وبنته شركة لاكشمانبهاي للإنشاءات.

## الارتفاعات النسبية في نيروبي
عند بناء البرج عام 1999، كان ثالث أطول مبنى في كينيا، وبحلول عام 2019، انخفض ارتفاعه إلى سابع أطول مبنى في البلاد، يبلغ ارتفاعه 120 مترًا (394 قدمًا) ارتفاعًا، ويتكون المبنى من 24 طابقًا فوق سطح الأرض.

## الطاقة والخدمات
تُوفّر شركة كينيا للطاقة والإضاءة الطاقة اللازمة للأبراج، ويُستخدم مولدان ديزل لتوفير الطاقة الاحتياطية، وقد أُهديا من المملكة المتحدة من شركة ويلاند باور، يُوفّر أحد المولدين الطاقة لخدمات المبنى، والآخر لمضخات الحريق.